# Capriccio für Violine mit Orchester oder Clavierbegleitung
Capriccio für Violine mit Orchester oder Clavierbegleitung is een compositie van Niels Gade. Als “geboren” violist schreef Gade weinig solowerken voor dat instrument. Zijn enige Vioolconcert is zelfs een van zijn laatste werken. Gade schreef het werk alleen voor viool en piano, Carl Reinecke orkestreerde het verder. Daarin moet dan ook de reden gezocht worden, dat het werk niet verscheen bij Gades vaste uitgever Breitkopf & Härtel, maar Ries & Erler Verlag. Het werk in allegro moderato is geschreven in A majeur.
De instrumentatie is als volgt:
- solo viool
- 2 dwarsfluiten, 2 hobo’s, 2 klarinetten, 2 fagotten
- 2 hoorns, 2 trompetten
- pauken
- violen, altviolen, celli, contrabassen